# Будинок на вулиці Краківській, 5 (Львів)
49°50′33″ пн. ш. 24°1′48″ сх. д. / 49.84250° пн. ш. 24.03000° сх. д.
Будинок на вулиці Краківській, 5 — житловий будинок XVII—XVIII століть, пам'ятка архітектури національного значення. Розташований у історичному центрі Львова, на вулиці Краківській.

## Історія
Будинок зведений 1768 року на місці чотирьох (за іншими джерелами — двох) кам'яниць першої третини XVII століття:
- перша кам'яниця належала у 1630 році Якубу-столяру, а у 1631—1767 роках — родині Боброцьких;
- друга кам'яниця у 1630 році мала назву Кураківська, у 1630—1637 роках — Зьолковська, у 1637—1656 будівля належала Анджею-сідляру, у 1657—1667 роках — п. Єлітковському, у 1668—1681 роках — пані Лелітковичовій, у 1174—1767 роках мала назву Єлітківська;
- третя кам'яниця у 1607—1631 роках мала назву Газівська, у 1631—1767 роках — Кровчинська;
- четверта кам'яниця мала назву Клісовська або Клішовська (1638—1767 роки).

У 1870-х роках (за іншими джерелами — у 1880-х роках) будинок перебудували у стилі історизму. У 1871 році кам'яниця належала Арону Секлеру, у 1889 році – Арону та Ребецці Секлер, у 1916 році — Хаїму Вольфу Секлеру, у 1934 році — Ядвізі Блясс.
За часів Польської республіки у будинку містилися крамниця одягу Ґольдберґа і годинникарська майстерня, у повоєнні часи — магазин колясок та господарських товарів.

## Опис
Будинок цегляний, триповерховий, у плані має форму літери «Г». Фасад має шість вікон, увінчаних сандриками, прямокутними по боках і трикутними у центральній частині. Площина фасаду розчленована плоскими пілястрами, завершується аттиком та розкрепованим карнизом із модульонами. Додатково фасад прикрашений ліпними орнаментальними вставками.